# Список духовников российских монархов

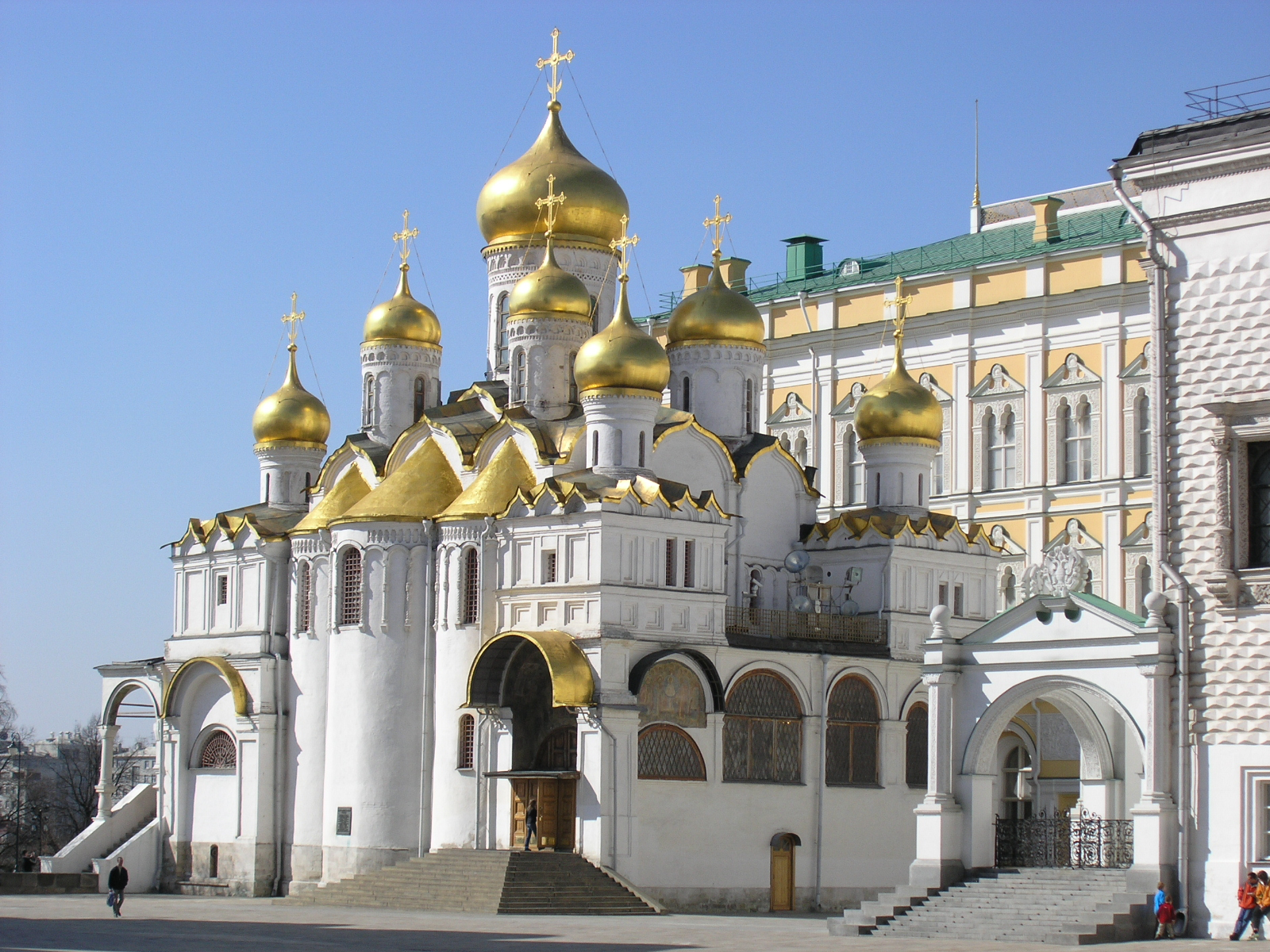
Благовещенский собор Московского Кремля

По традиции, начавшейся с периода правления великого князя Василия III, духовником главы российского государства являлся настоятель (протопоп) Благовещенского собора Московского Кремля.
Царские духовники участвовали во всех важнейших событиях в жизни монарха и его семьи: венчании на царство, наречении имени и крещении царских детей, погребении. До середины XVI века царский духовник участвовал в заседаниях боярской думы. Царские духовники получали особое содержание, которое состояло из денежного жалования «на подённый корм и на милостыню нищим, неокладных дач товарами и деньгами, а также подарков деньгами и ценными вещами от царской семьи». Духовникам также жаловались земельные владения (например, духовник царя Алексея Михайловича Стефан Вонифатьев имел в собственности 22 двора с 43 душами мужского пола, а духовник императрицы Елизаветы Петровны Фёдор Дубянский владел 8000 крестьян).
После реформ Петра I духовник протопоп Феофан Феофилактович получил сан протопресвитера (его с этого времени носили все императорские духовники), а с переносом столицы духовники покинули Москву и, сохранив должность настоятеля Благовещенского собора, стали в Санкт-Петербурге протопресвитерами Петропавловского собора. С 1774 года императорский духовник был членом Святейшего Синода.
Традиция что настоятель Благовещенского собора занимал должность царского духовника прекратилась в 1910 году со смертью протопресвитера Иоанна Янышева. Последним царским духовником в Российской империи был протоиерей Александр Петрович Васильев, пресвитер Большой церкви Зимнего дворца.

## Перечень духовников

### Протопопы Благовещенского собора
| №  | Имя                                                                           | Портрет | Период                                     | Монарх                                                |
| -- | ----------------------------------------------------------------------------- | ------- | ------------------------------------------ | ----------------------------------------------------- |
| 1  | Василий                                                                       |         | упом. в 1523 — ок. 1531—1533               | Василий III                                           |
| 2  | Алексий                                                                       |         | упом. в 1533                               | Василий III                                           |
| 3  | Феодор Бармин                                                                 |         | упом. в 1547 — нач. 1548                   | Иван Грозный                                          |
| 4  | Иаков                                                                         |         | упом. в 1548                               | Иван Грозный                                          |
| 5  | Сильвестр                                                                     |         | 1549—1550                                  | Иван Грозный                                          |
| 6  | Андрей (в монашестве Афанасий, с 1564 года митрополит Московский и всея Руси) |         | 1550—1562                                  | Иван Грозный                                          |
| 7  | Симеон                                                                        |         | 1-я половина 1560-х годов                  | Иван Грозный                                          |
| 8  | Евстафий                                                                      |         | 1567—1570                                  | Иван Грозный                                          |
| 9  | Елевферий                                                                     |         | упом. в 1584/85                            | Фёдор I Иванович                                      |
| 10 | Феодор                                                                        |         | упом. в мае 1606                           | Лжедмитрий I                                          |
| 11 | Терентий                                                                      |         | упом. в июле — октябре 1606; 1610—1612 (?) | Василий Шуйский                                       |
| 12 | Кондратий                                                                     |         | 1608—1610 (?)                              | Василий Шуйский                                       |
| 13 | Иоанн                                                                         |         | упом. в феврале 1613                       |                                                       |
| 14 | Кирилл                                                                        |         | июль 1613—1617                             | Михаил Фёдорович                                      |
| 15 | Максим (в монашестве Моисей, с 1638 года архиепископ Рязанский и Муромский)   |         | 1618—1633                                  | Михаил Фёдорович                                      |
| 16 | Иоанн                                                                         |         | сентябрь 1633 — 31 декабря 1634            | Михаил Фёдорович                                      |
| 17 | Никита Васильевич I                                                           |         | 1635—1645                                  | Михаил Фёдорович                                      |
| 18 | Стефан Вонифатьев                                                             |         | сентябрь 1645 — начало 1656                | Алексей Михайлович                                    |
| 19 | Михаил Кириллов                                                               |         | 30 февраля — 3 марта 1656                  | Алексей Михайлович                                    |
| 20 | Лукьян Кириллов                                                               |         | май 1656—1666                              | Алексей Михайлович                                    |
| 21 | Андрей Савинович Постников                                                    |         | 25 марта 1666 — март 1671                  | Алексей Михайлович                                    |
| 22 | Никита Васильевич II                                                          |         | 1671—1685                                  | Алексей Михайлович Фёдор III Алексеевич Иван V Пётр I |
| 23 | Меркурий Гаврилович                                                           |         | 8 сентября 1685 — май 1692                 | Иван V Пётр I                                         |

### Протопресвитеры Благовещенского собора
| №                      | Имя                                              | Портрет | Период                          | Монарх                                    |
| ---------------------- | ------------------------------------------------ | ------- | ------------------------------- | ----------------------------------------- |
| 24                     | Феофан Феофилактович                             |         | 13 апреля 1693—1700             | Иван V Пётр I                             |
| 25                     | Иоанн Поборский                                  |         | 1700—1703                       | Пётр I                                    |
| 26                     | Тимофей Надаржинский                             |         | 1703—1728                       | Пётр I Екатерина I                        |
| 27                     | Иоанн Ремезов                                    |         | 1734 — январь 1738              | Анна Иоанновна                            |
| 28                     | Петр Григорьев                                   |         | 18 января 1738 — 3 декабря 1748 | Анна Иоанновна Иван VI Елизавета Петровна |
| 29                     | Феодор Дубянский                                 |         | 1749—1770                       | Елизавета Петровна Пётр III Екатерина II  |
| 30                     | Иоанн Памфилов                                   |         | 25 февраля 1770 — 1794          | Екатерина II                              |
| 31                     | Савва Исаев                                      |         | 11 февраля 1795 — 7 ноября 1796 | Екатерина II                              |
| 32                     | Исидор Петров                                    |         | 7 ноября 1796 — 1 октября 1805  | Павел I Александр I                       |
| 33                     | Сергий Краснопевков                              |         | 22 января 1806 — 4 марта 1808   | Александр I                               |
| 34                     | Павел Криницкий                                  |         | 3 апреля 1808 — 6 декабря 1835  | Александр I Николай I                     |
| 35                     | Николай Музовский                                |         | 19 декабря 1835 — август 1848   | Николай I                                 |
| 36                     | Василий Бажанов                                  |         | 5 декабря 1848 — 31 июля 1883   | Николай I Александр II Александр III      |
| 37                     | Иоанн Янышев                                     |         | 19 октября 1883 — 13 июня 1910  | Александр III Николай II                  |
| 38                     | Николай Кедринский                               |         | 1 января 1911 — 1914            | Николай II                                |
| 39                     | Александр Васильев                               |         | 2 февраля 1914 — 1917           | Николай II                                |
| Иные царские духовники |                                                  |         |                                 |                                           |
| 40                     | Имя неизвестно, священник Верхоспасского собора  |         | Пётр I                          |                                           |
| 41                     | Пётр Васильевич (протопоп Архангельского собора) |         | С 1696                          | Пётр I                                    |
| 42                     | Василий Высоцкий                                 |         | 1732—1734                       | Анна Иоанновна                            |